# San Martino in Pensilis
San Martino in Pensilis è un comune italiano di 4 384 abitanti della provincia di Campobasso in Molise.

## Geografia fisica

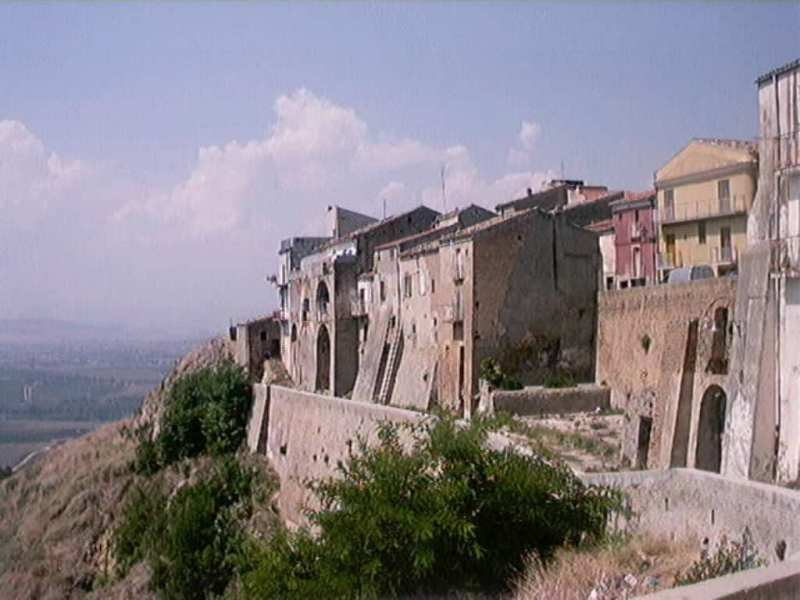

### Territorio
Il centro storico del paese si trova sopra un colle, a un'altitudine di 281 m s.l.m.. Il colle è in parte a strapiombo e ripidissimo verso il lati sud e ovest. L'abitato si estende lungo il lato nord-ovest, meno scosceso e verso est, lungo il lato ripido meridionale, per alcune centinaia di metri e piega poi verso sud e ancora verso est.
I confini naturali del territorio del comune sono rappresentati dal torrente Saccione verso est e dal fiume Biferno verso nord-ovest. Attraversa il territorio anche il torrente Cigno, affluente del Biferno, che ha una portata molto maggiore del Saccione. Altri corsi d'acqua minori sono il "vallone Reale" e il "vallone Sassani" (affluenti di sinistra del Saccione).
Nella campagna collinare circostante si coltivano grano, barbabietole, girasoli e sono presenti anche vigneti ma soprattutto ulivi. Del terreno boschivo restano attualmente alcune macchie, del "bosco di Ramitelli", che si estendeva lungo tutto il corso del Saccione, dal mare fino a Rotello. Questa zona conosciuta anche come la bufalara

## Origini del nome
Secondo il vescovo ed erudito settecentesco Giovanni Andrea Tria, il toponimo di "San Martino" deriverebbe da una chiesa situata sul colle e dedicata al santo vescovo Martino di Tours. La posizione sopra una collina, con due ripidi pendii a sud e ad ovest, avrebbe invece dato origine all'aggiunta "in Pensili": entro le mura del paese vecchio ("Mezzaterra") esisteva la chiesa di "Santa Maria in Pensili" e in alcune fonti medievali il colle era citato anche come in Pisili, in Pesule, in Pesile o in Pensulis.
Per distinguere il comune di San Martino dai numerosi omonimi del Regno d'Italia, nel 1863, si aggiunse al nome la forma erronea latineggiante in Pensilis.

## Storia
Un centro fortificato (castrum Sancti Martini in Pesulo) è attestato in documenti del XII secolo e doveva forse essere sorto intorno a una chiesa dedicata al santo vescovo Martino di Tours.
Il Masciotta attesta che durante la dominazione longobarda il castrum faceva comunque parte del ducato di Benevento, non si sa bene se ascritto alla contea di Termoli o a quella di Larino.
In epoca normanna San Martino era in possesso dei conti di Loritello (Rotello), allorché il conte Roberto, figlio di Goffredo d'Altavilla, lo aveva donato all'abbazia di Montecassino nel 1113.
Due anni dopo, nel 1115, in una carta riportata ugualmente nella Cronaca Cassinese, l'abate Girardo di Montecassino fa menzione della chiesa di S. Nicolai che si trovava in castro San Martini in Pisili e del celebre Roberto, Comes Comitum di Loritello.
Nelle cronache non sono riportati danni al castrum in occasione del grande terremoto del 1125, di cui parla Falcone Beneventano.
Tra il 1150 e il 1168 il Catalogo dei baroni attesta che era signore di San Martino un certo "Americ" e che il feudo doveva fornire due militi (e quindi era di discreta importanza). È durante questo periodo che viene a incentrarsi la leggenda più significativa del luogo, in base alla quale il conte Roberto II di Bassavilla, signore di Loritello (1154-1182) e di Conversano (1138-1182), ribelle al re Guglielmo I di Sicilia negli anni 1155-1169, rinviene insieme ad altri nobili, durante una battuta di caccia, il corpo di san Leo. L'episodio viene popolarmente considerato come l'origine della tradizionale manifestazione della corsa dei carri.
Viene menzionato come S. Martinum in Pensulis nel 1175 in una sentenza del cardinal Lombardo e in due bolle papali, una di Lucio III (1181) e l'altra di Innocenzo IV (1254), e ancora nella Cronaca Cassinese.
In base a quanto riferisce il Tria nelle sue Memorie, nel periodo svevo (1194-1226), dopo Americ (Amerius), il feudo sammartinese passa nelle mani del Conte di Montagano; ma il Masciotta ritiene priva di fondamento la notizia, poiché nel periodo svevo, e buona parte di quello angioino, non vi sono documenti che lo comprovano. Il Sassi, similmente, conferma che l'epoca sveva resta priva di attestazioni documentali successorie, precisando che dopo Domenico Amerio, morto senza lasciare prole, il feudo entra in possesso di Ugone di Molisio, quindi viene ceduto a sua figlia, moglie del Conte di Chyurlia, e infine nel 1190 passa direttamente nelle mani di Tancredi d'Altavilla.
Sotto il dominio degli Angioini, in uno statuto per la riparazione dei castelli della Capitanata, redatto intorno al 1270, a San Martino (S. Martini impensulis) era richiesto di contribuire alle riparazioni della fortezza delle Isole Tremiti (castrum insule Tremitane).
Del periodo angioino il Sassi riporta le seguenti successioni:
- 1234. Sobrano o Sabrani, famiglia di origine francese
- 1260. d'Alagna (poi Merletto o Merlotti)
- 1270. Teodoro, casata di origine tedesca
- 1296. La signoria passa ad Anna Gentile di Larino, moglie di Ruggero Dragone
- 1310. Il feudo viene concesso al nobile beneventano Matteo Gesualdo
- 1336. Tomasella, figlia del ciambellano Pietro di Luo, sposando Pietro d'Aquino, ottenne come dote il feudo direttamente dal re Roberto.
- In data non precisata la regina Giovanna concede il feudo a Corrado di Montagano.
- 1343. Giovanni d'Eboli[28]

Nel 1381 il re Carlo III di Napoli lo assegnò in feudo alla moglie, Margherita di Durazzo, che durante le lotte tra il figlio Ladislao e Luigi II d'Angiò lo cedette a Ugolino degli Orsini. Fu poi in possesso della regina Giovanna II, figlia di Margherita e fu unito al vicino feudo di Guglionesi, di cui seguì le sorti.
Nel 1410 risulta il feudo sammartinese concesso dal re Ladislao di Durazzo a Guglielmo Sopramondo (Sanframondo).
Nel periodo aragonese viene acquistato nel 1443 da Marcello di Guglionesi, riscattato poi nel 1454 da Antonello di Sanframondo per mezzo dello Ius del Retroemendo.
Diverse fonti storiche riportano che San Martino subì danni ingenti e una drastica diminuzione della popolazione in seguito al terremoto del 1456, che distrusse Larino e altri paesi nelle vicinanze.
Dopo circa quindici anni (1462-1477) senza feudatari, S. Martino viene affidato a Lorenzo de Lina di Guglionesi dalla regina Giovanna di Trastámara.
Nel 1495 (dal 1512, secondo il Sassi) lo ebbe in feudo Andrea di Capua, duca di Termoli e seguì quindi le vicende del ducato fino all'abolizione della feudalità nel 1806.
Nel 1530 ne furono signori i Garofalo di Montemitro. Acquistato nel 1521 da Giacomo Della Tolfa, la cui famiglia si fuse nel tempo a quelle dei Frangipane e degli Orsini, passò poi ai Sanseverino, nel 1532 alla famiglia aragonese dei D'Avalos, nel 1566 a quella dei Ceva-Grimaldi, nel 1570 ai D'Aponte e infine ai Di Sangro.
Assai numerose furono le vittime della peste del 1656 che, a cominciare da San Giuliano di Puglia, andò estendendosi rapidamente a tutti i paesi limitrofi: Rotello, Santa Croce di Magliano, Larino, Guglionesi, Montorio... A San Martino, che ne sembrava in un primo momento immune, «il 25 settembre 1656 - scrive il Sassi - ... la peste infierì con tale violenza da ridurre in meno di tre mesi i 215 fuochi (da 1 290  a 1 505 abitanti) che contava prima del contagio, ad un centinaio appena di persone». Nel territorio sammartinese e nelle zone circostanti il ferale morbo cessò il 26 dicembre 1656, ma continuò spaventosamente a desolare il resto della provincia fino al 1658.
All'epoca dei Borboni il paese era tenuto dalla famiglia dei Sanseverino e in seguito da quella dei Pignatelli, Colonna e Cattaneo. Il 9 ottobre 1696 muore Federico Di Sangro, lasciando i suoi feudi, tra cui San Martino, alla nipote Ippolita Maria della famiglia dei Pignatelli. L'eredità è ceduta dunque a sua nipote Isabella di Capua che, morta anche lei nel 1717, passa a suo marito Luigi di Capua e poi nel 1722 alle sorelle Isabella e Giulia di Capua. Quest'ultima, sposando Domenico Cattaneo dei principi di Sannicandro, porta in dote i possedimenti di Termoli e San Martino, i cui discendenti, scrive il Sassi, "ricevono ancora il titolo di Duca di Termoli e Conte di San Martino".
Nel febbraio del 1799, con l'instaurarsi della Repubblica Partenopea, nasce la prima municipalità di San Martino, che sostituisce la precedente universitas con il Mastrogiurato. Le notizie di rinnovamento che giungevano della Rivoluzione francese nel Regno di Napoli si riverberano anche tra i molisani, provocando tumulti, disordini e divisioni fra sanfedisti e liberali (giacobini); tra i sammartinesi fautori del cambiamento spicca la figura controversa di Antonio Maria Belpulsi, considerato uno dei maggiori difensori della Repubblica napoletana, al quale viene assegnato il comando della Legione sannitica.
Tra la fine de 1798 e l'inizio del 1799, nell'incertezza della situazione politica che si era venuta a creare, "numerose comitive di ladroni e malviventi - scrive il Sassi - come in ogni altra provincia, portarono in quei giorni il terrore e lo sgomento nei nostri paesi, commettendo omicidi, furti, ricatti ed altri gravissimi eccessi". Il 3 dicembre 1798, istigati e manovrati dai borboni e dal duca di Casacalenda, gli albanesi di Campomarino, Portocannone, San Giacomo degli Schiavoni, al comando del sammartinese Giovanni Migliaccio, spinti dalla fame e desiderosi di fare bottino, invasero S. Martino, depredando la tesoreria dell'Università, uccidendo il mastrogiurato e il tesoriere. I liberali reagirono a mano armata e, quando la situazione stava per degenerare, gli animi vennero rappacificati dal guardiano del Convento di Maria e Gesù, certo padre Giuseppe De Macchia..
Con la proclamazione della Repubblica Partenopea, nel paese scoppia un'aspra contesa tra l'esiguo numero di liberali e la stragrande maggioranza dei favorevoli alla causa borbonica, sostenuti questi ultimi dalle torme di insorti albanesi, sempre pronti a gridare "viva il Re!" e a far bottino. Placati che furono gli animi, si riuscì a innalzare l'albero della Libertà con tutto i suoi rituali pertinenti. Ma questo breve idillio durò poco, da che già dal mese di febbraio le bande albanesi, che andavano pian piano ricostituendosi, assaltarono Termoli, penetrando nella cittadina, favoriti dal realista Bartolomeo Di Gregorio, commettendo omicidi ed efferatezze. Non meglio andò per Casacalenda, assediata e poi saccheggiata dagli albanesi con l'aiuto di altri contingenti forniti da diversi paesi, tra cui San Martino con 150 uomini.
Con il ristabilimento del regno borbonico e poi con i napoleonidi non finì la sequela di vendette ed eccidi d'ogni sorte, mentre le bande degli albanesi erano tutt'altro che acquietate e minacciavano San Martino e i paesi circostanti, impoveriti ancor più dalla carestia e dalla piaga del brigantaggio che durerà fino al 1866. Tra le tante bande di briganti che scorrazzavano nel territorio sammartinese si ricordano quella dei Vardarelli e, alcuni decenni dopo, quella di Ciccognitto
S. Martino fece parte del distretto di Larino e con questo passò nel 1811 dalla Capitanata al contado del Molise. Nel Regno d'Italia fece parte della regione statistica Abruzzi e Molise fino al 1963, quando venne istituita la nuova regione Molise.

### Simboli
Lo stemma, di campo di cielo, rappresenta san Martino a cavallo, vestito di bianco, con un elmo d'acciaio, impugnante con la mano destra una lancia con la punta all'ingiù, nell'atto di offrire con la sinistra il proprio mantello rosso ad un pellegrino barbuto, anche lui vestito di bianco; il cavallo è bianco e con criniera e briglie nere, passante su un prato verde, accompagnato da un sole raggiante d'oro nel cantone sinistro del capo.
Il gonfalone è un drappo di azzurro.

## Monumenti e luoghi d'interesse

### Palazzo del conte o Palazzo baronale

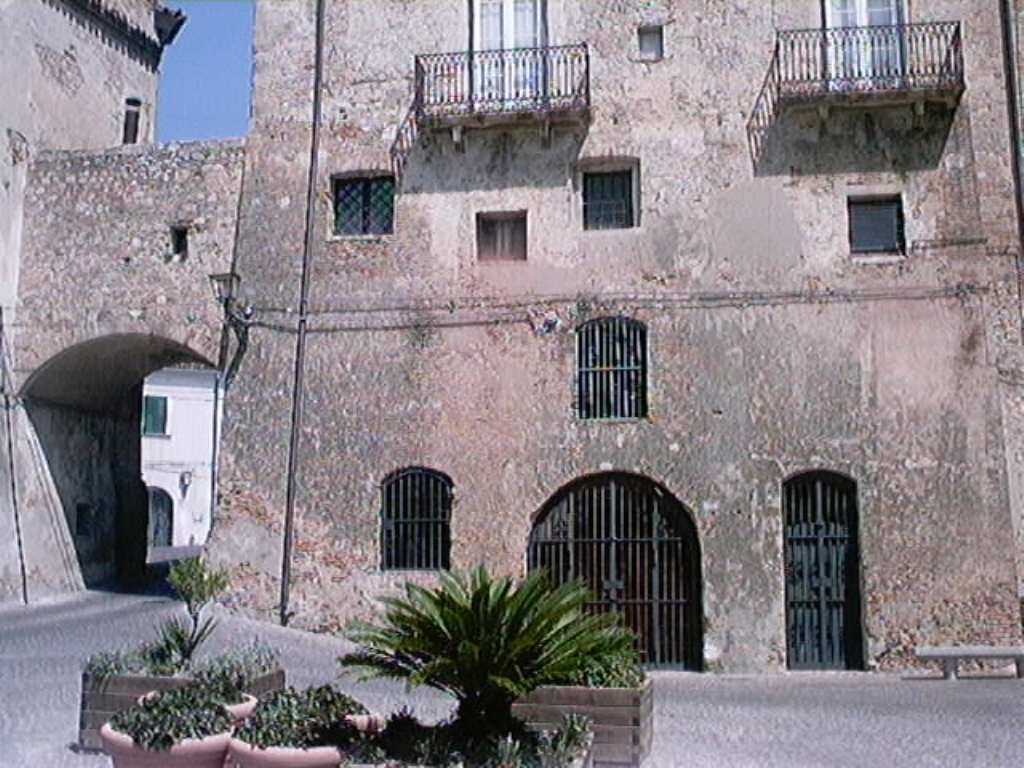
Palazzo baronale, lato della piazzetta

Secondo una descrizione della fine del Cinquecento, il Palazzo del conte sarebbe stato in origine un vero e proprio castello, con ponte levatoio, merlatura, e torri. Il suo antico aspetto sarebbe poi scomparso per le successive suddivisioni tra i comproprietari e le trasformazioni successive.

### Chiesa di San Pietro apostolo

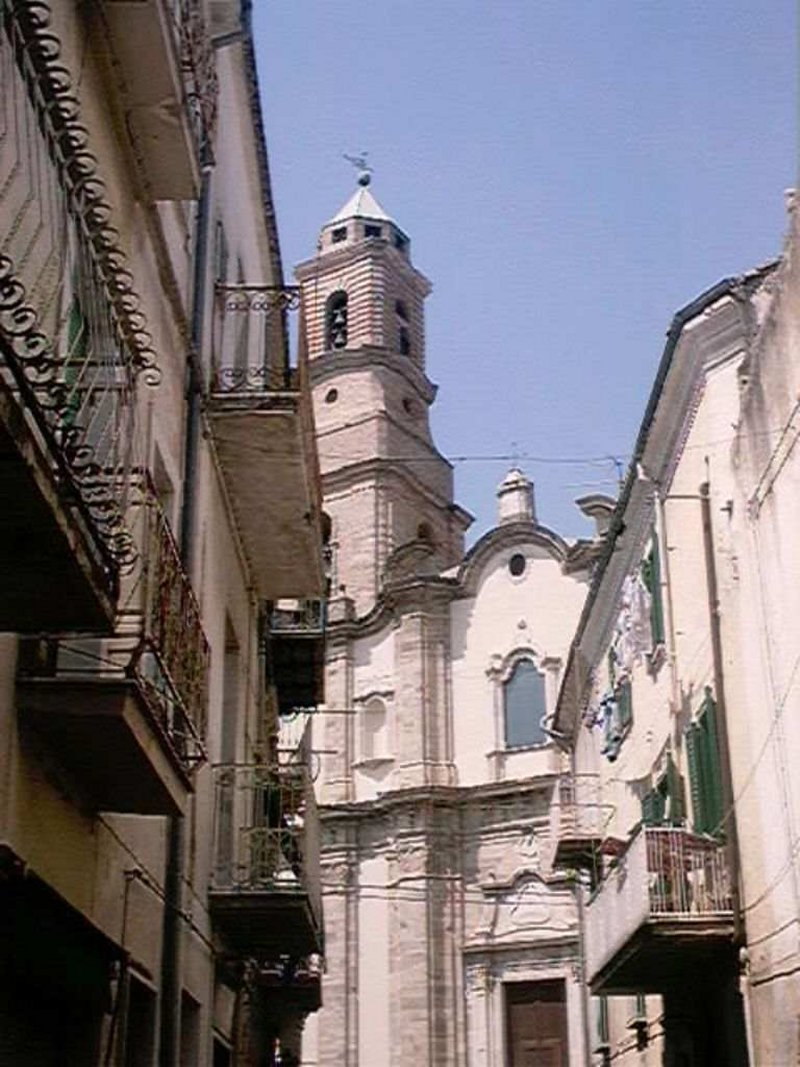
Chiesa di San Pietro apostolo, vista dalla parte del "Ponte"

La chiesa, in stile tardo-barocco presenta un campanile in facciata. Fu costruita al posto di una più antica demolita, in posizione differente agli inizi del Settecento e decorata nel 1728, in occasione della traslazione del corpo del patrono san Leo. In tale occasione fu eretta in collegiata.
L'interno (38 m di lunghezza e 12 m di larghezza, per un'altezza di 16 m) presenta ai lati sei altari decorati in stucco con quadri, frutto di un unico intervento. Sotto l'altare maggiore è stato deposto il corpo di san Leo..
Nella facciata fu inserita un'iscrizione funeraria romana che era precedentemente riutilizzata come gradino..
Subì nel 1893 danni per un incendio causato da un fulmine, tra cui la distruzione di un quadro di Niccolò Malinconico raffigurante La Vergine adorata dai protettori locali.

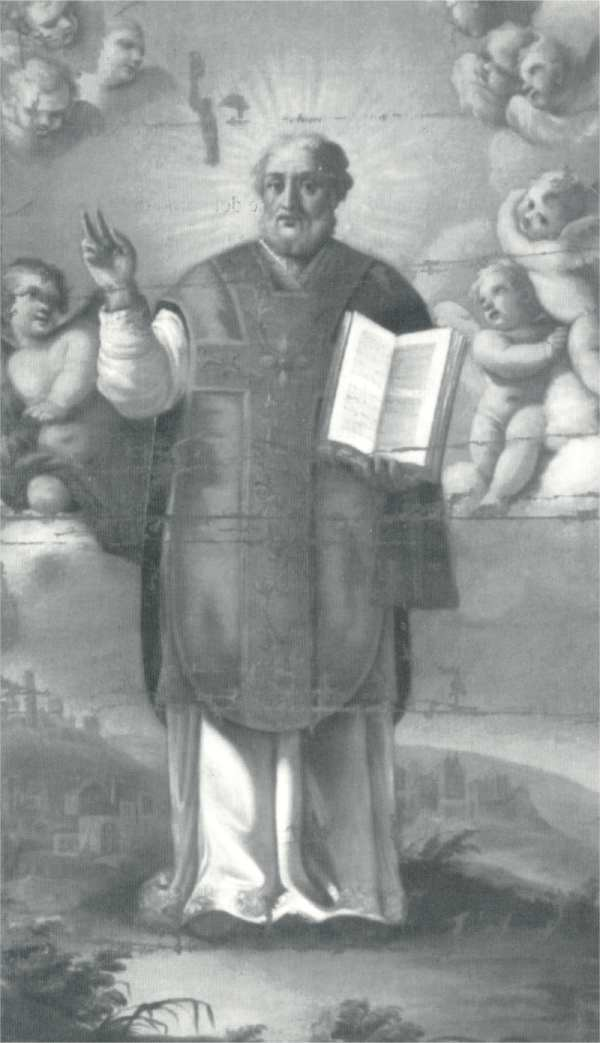
San Leo

### Altri monumenti

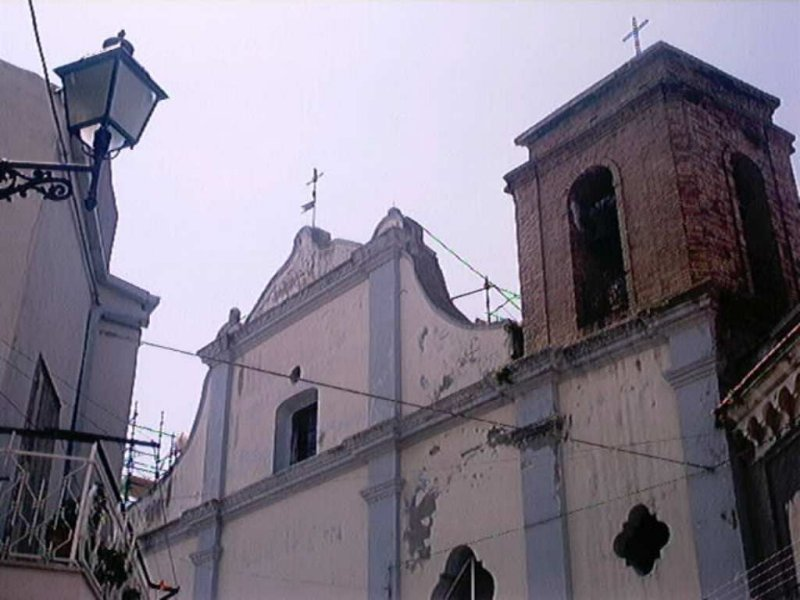
Facciata della chiesa di San Giuseppe

- Chiesetta di Santa Maria in Pensili: posta in Largo Santa Maria, risale al 1720, edificata fuori dalle mura, ha un aspetto semplice rettangolare, con facciata decorata da portale architravato a timpano di pietra spezzato, sovrastato da una finestra centrale, in sommità vi è il campanile a vela. L'interno è a navata unica, con altarini laterali, e ospita la Confraternita del Santissimo Sacramento.

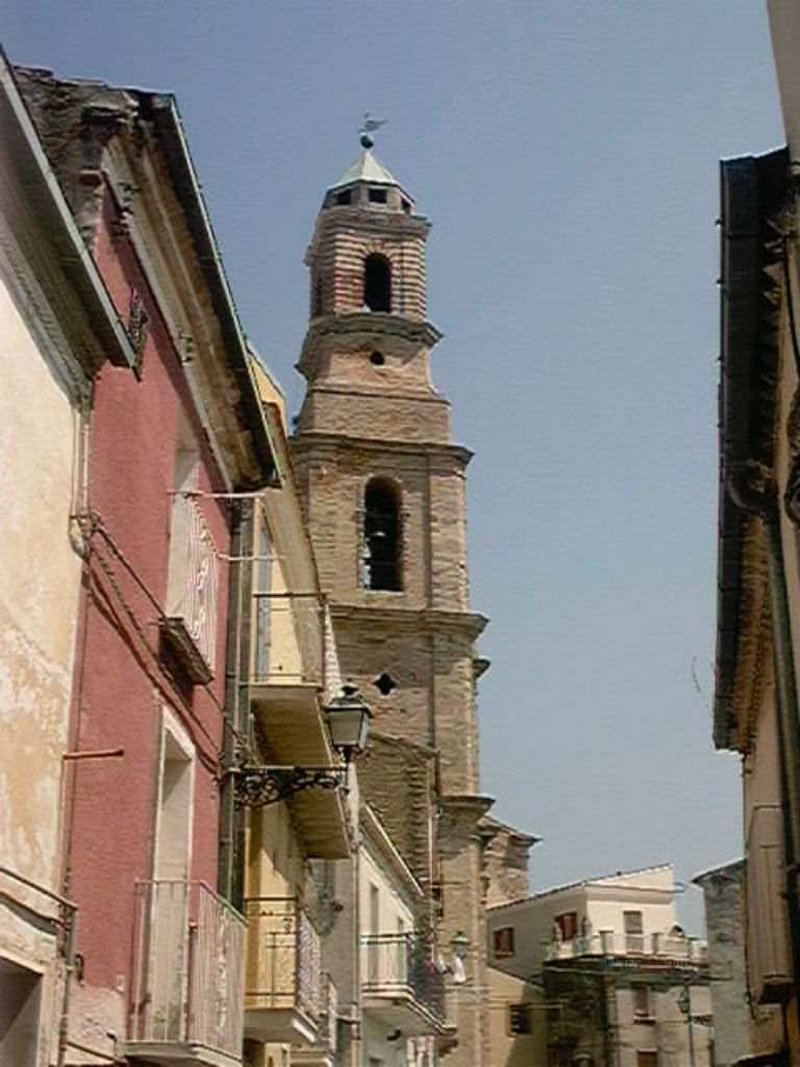
Torre campanaria della Collegiata di San Pietro apostolo

- Chiesa di San Giuseppe o di San Martino: in via Porta San Martino, è una delle più antiche chiese del paese, e prende l'attuale intitolazione dalla Confraternita di San Giuseppe che vi ha sede, che la fece ricostruire nel 1728 con materiali dalle cappelle distrutte di Santa Maria e San Giuseppe vecchio. Sul campanile è impressa la data 1410, forse l'anno di completamento della precedente chiesa. La facciata è in stile barocco, tripartita nella parte superiore da due trabeazioni, una delle quali giunge fino alla torre campanaria, in quella inferiore dalla facciata da cinque lesene. L'accesso all'edificio è consentito da una scalinata in pietra, che conduce al portale principale, privo di decorazioni. L'interno è diviso in tre navate da due ordini di colonne, con copertura a botte nella navata principale, e a vela in quelle laterali. Nella controfacciata è collocato l'organo a canne settecentesco; gli stalli del coro sono in noce, non molto lavorati né intarsiato. La decorazione pittorica ottocentesca raffigura episodi del Vangelo e della storia della Chiesa dalle origini alla ricostruzione settecentesca. Vi ha sede la Confraternita della Buona Morte o di San Giuseppe.
- Chiesa e convento francescano di Gesù e Maria: si trova fuori dal paese, risale al 1490 edificato dai Minori Osservanti, secondo lo storico Franco Valente ad opera di Gentile Verginio Orsini, signore di Avezzano. Gli Orsini sono documentati sin dal XIV secolo a San Martino in Pensilis, nel 1412 Giampaolo e Pardo Orsini, fratelli, ebbero i feudi di Portocannone, Larino e Rotello, e pare che finanziarono l'edificazione di questo monastero; uno stemma infatti è presente nel muro dell'accesso. Il convento dopo le soppressioni ottocentesche fu abbandonato, eccetto la chiesa, e pertanto sino ai primi anni 2000 rimase in grave degrado, sino a quando sono partiti i lavori di recupero, nel 2016 è stato scoperto un prezioso affresco dell'Ultima Cena nel refettorio, della scuola di Leonardo da Vinci. La facciata si presenta molto semplice, del XVIII secolo, con ondulature lievi sulla facciata, il chiostro è la parte che meglio si è conservata nello stile rinascimentale, in pietra tufacea a vista, con più ordini di arcate per il deambulatorio, il pozzo centrale, e le mura scandite in campate con le volte, che presentano affreschi.
- I conventi benedettini:
  - Convento di San Martino: edificato nell'800 si trovava presso Porta San Martino, menzionato in un atto del vescovo Guglielmo di Larino, che ne riconosce il possesso all'abbazia di Montecassino (1089). Distrutto nel XVIII secolo, il materiale fu prelevato per la ricostruzione della chiesa di San Giuseppe.
  - Convento di Santa Maria di Casalpiano: edificato nell'858 fu donato a Montecassino da Vertefrido di Larino. Le sue rendite devolute all'ospedale di Montecassino insieme a quello di San Benedetto in Pettinari.
  - Convento di San Felice: edificato nel 947 si trovava in Cliternia (Campomarino). Fu distrutto dal terremoto del 1125, e sino al 1278 secondo i documenti si trovava la piccola grotta di San Leo.
- Monumento ai caduti: opera con blocco in marmo a pianta quadrangolare, con la placca bronzeo coi nomi dei caduti nelle due guerre mondiali. Il blocco è sovrastato da un angelo ad ali spiegate che suona una tromba.

## Società

### Evoluzione demografica
Abitanti censiti

Dati forniti da G. B. Masciotta
| anno     | 1532 | 1545 | 1561 | 1595 | 1648 | 1669 |  | 1730 | 1795 | 1835 | 1861 | 1881 | 1901 | 1911 |
| fuochi   | 166  | 253  | 292  | 215  | 215  | 110  |  |      |      |      |      |      |      |      |
| abitanti |      |      |      |      |      |      |  | 1500 | 1500 | 2642 | 3966 | ---- | 4862 | 5031 |

### Tradizioni e folclore
- Festa patronale di san Leone confessore (san Leo) il 2 maggio. Preceduta dalla corsa dei carri, a lui dedicata, il 30 aprile.

Altre feste tradizionali sono:
- San Biagio (3 febbraio) con la tradizionale transumanza dei cavalli dall'antica chiesa di San Biagio (nella valle del Biferno) al paese e vengono benedetti dal prete in piazza. E al seguire della processione la benedizione della gola.
- San Giuseppe (19 marzo) molte persone realizzano nelle proprie case gli altari dedicati a San Giuseppe i quali la sera del 18 marzo, vengono visitati e offrono i screppelle ai visitatori. Il giorno di San Giuseppe, nelle case con gli altari addobbati, vengono offerte "le 13 pietanze" e a tutti i maccarune c'a mejjiche (maccheroni con la mollica); la sera dopo c'è la processione alla quale seguono i tradizionali fuochi di San Giuseppe.
- Sant'Antonio di Padova (13 giugno) la festa comincia con la prima sera della tredicina. L'ultima sera della tredicina i bambini (da 0 a 3 anni), vestiti da Sant’Antonio (i menachielle), vengono benedetti nella chiesa madre e il giorno di Sant’Antonio partecipano alla processione per le vie del paese.
- Madonna delle Grazie (2 luglio) viene recitato il rosario tutte le sere della novena, nella chiesa a lei dedicata, al cimitero.
- Fiera d’agosto (30-31 agosto). La fiera si snoda per tutta via Marina, Piazza Umberto I fino a via Puglia, in un susseguirsi di bancarelle.

## Cultura

### Cucina
- Pampanella: carne di maiale cotta al forno, condita e insaporita con sale, aglio e peperoncino. Prima della cottura vengono spalmati i contenitori con sugna.
- Galluccio ripieno di interiora con fusilli al sugo, il giorno di ferragosto per tradizione.
- per la ricorrenza di San Giuseppe i maccheroni con la mollica e le scripelle.

## Economia

### Artigianato
Anche l'artigianato non è del tutto scomparso, e si distingue per la lavorazione del cuoio, finalizzata al settore dell'arredamento.

## Amministrazione
Di seguito è presentata una tabella relativa alle amministrazioni che si sono succedute in questo comune.
| Periodo          | Periodo        | Primo cittadino     | Partito                             | Carica  | Note   |
| ---------------- | -------------- | ------------------- | ----------------------------------- | ------- | ------ |
| 21 dicembre 1983 | 27 maggio 1989 | Antonio Di Maria    | Partito Comunista Italiano          | Sindaco | [ 58 ] |
| 22 giugno 1989   | 9 aprile 1993  | Carmine Troilo      | Democrazia Cristiana                | Sindaco | [ 58 ] |
| 28 maggio 1993   | 13 giugno 1994 | Antonio Mezzalingua | Democrazia Cristiana                | Sindaco | [ 58 ] |
| 13 giugno 1994   | 25 maggio 1998 | Luigi Di Bernardo   | Partito Democratico della Sinistra  | Sindaco | [ 58 ] |
| 25 maggio 1998   | 28 maggio 2002 | Antonio La Serra    | L'Ulivo                             | Sindaco | [ 58 ] |
| 28 maggio 2002   | 29 maggio 2007 | Mario Totaro        | lista civica                        | Sindaco | [ 58 ] |
| 29 maggio 2007   | 7 maggio 2012  | Vittorino Facciolla | lista civica                        | Sindaco | [ 58 ] |
| 7 maggio 2012    | 8 giugno 2013  | Vittorino Facciolla | lista civica Unione per San Martino | Sindaco | [ 58 ] |
| 26 maggio 2014   | 26 maggio 2019 | Massimo Caravatta   | lista civica Unione per San Martino | Sindaco | [ 58 ] |
| 27 maggio 2019   | 10 giugno 2024 | Giovanni Di Matteo  | lista civica San Martino libera     | Sindaco | [ 58 ] |
| 10 giugno 2024   | in carica      | Giovanni Di Matteo  | lista civica San Martino libera     | Sindaco | [ 58 ] |